# 北澤優子
北澤 優子（きたざわ ゆうこ）は、元オウム真理教信者（在家信者）。1995年の強制捜査後にオウム真理教から分裂した「ケロヨンクラブ」代表。オウム真理教では原理主義者とされる。

## 来歴
「麻原尊師の継承者」を自称する原理主義者であった。
2004年（平成16年）9月に東京都中野区のアパートで部下に指示し、当時36歳の女性メンバーを修行名目で竹刀でたたき死亡させた。北沢は指示は出していないと無罪を主張したが、実行役の証言などから1、2審ともに修行名目で多数回殴打するよう指示したと認定、有罪判決を出し、2014年12月8日、最高裁（大谷剛彦裁判長）は1、2審を支持し傷害致死罪で懲役8年が確定した。
2012年当時、横浜の「ケロヨンクラブ」には、約28名の信者が在籍していた。「原点に帰る」という意味でカエルのマスコットを常に持参していたことから、ケロヨンと呼ばれるようになった。